# Murray Hall (hockeista su ghiaccio)
Murray Winston Hall (Kirkland Lake, 24 novembre 1940) è un ex hockeista su ghiaccio canadese che nel corso della carriera ha giocato nella National Hockey League e nella World Hockey Association.

## Carriera
Hall iniziò a giocare ad hockey nella Ontario Hockey Association vestendo per due stagioni la maglia dei St. Catharines Teepees, formazione giovanile legata alla franchigia dei Chicago Blackhawks.
Fu proprio all'interno dell'organizzazione dei Blackhawks che Murray ebbe modo di esordire fra i professionisti nel 1961 debuttando nella National Hockey League e prendendo anche parte all'NHL All-Star Game. Nelle tre stagioni trascorse a Chicago giocò solo 29 partite in NHL, trascorrendo la maggior parte del tempo nei farm team delle leghe minori, i Buffalo Bisons in American Hockey League e i St. Louis Braves nella Central Hockey League.
Nel 1964 si trasferì ai Detroit Red Wings, tuttavia anche in questo caso non riuscì a trovare spazio in prima squadra trascorrendo due stagioni in AHL con i Pittsburgh Hornets. Nell'autunno del 1966 ritornò all'organizzazione dei Blackhawks prima di essere ceduto in WHL ai Los Angeles Blades.
Nell'estate del 1967 in occasione dell'NHL Expansion Draft Hall venne selezionato dai Minnesota North Stars, una delle sei nuove franchigie iscritte alla NHL. Rimase con la squadra per un anno giocando anche nelle leghe minori, in particolare con i Rochester Americans, formazione vincitrice della Calder Cup.
Nel 1968 i Vancouver Canucks acquistarono quasi tutto il roster degli Americans, incluso Hall. Egli giocò a Vancouver per quattro stagioni vincendo due titoli consecutivi della Western Hockey League e ritornando in NHL nel 1970 dopo un'ulteriore espansione della lega.
Nel 1972 lasciò definitivamente la NHL per approdare nella World Hockey Association con gli Houston Aeros. Restò per quattro anni fino al 1976 vincendo inoltre due Avco World Trophy consecutivi. Si ritirò dall'attività agonistica al termine della stagione 1977-1978.

## Palmarès

### Club
- Calder Cup: 1

Rochester: 1967-1968
- Lester Patrick Cup: 2

Vancouver: 1968-1969, 1969-1970
- Avco World Trophy: 2

Houston: 1973-1974, 1974-1975

### Individuale
- NHL All-Star Game: 1

1961